# Mord in den Dünen
Mord in den Dünen ist ein deutscher Kriminalfilm von Tim Trageser. Er wurde am 25. Juni 2013 beim Festival des deutschen Films in Ludwigshafen am Rhein uraufgeführt und am 14. Oktober 2013 im ZDF gezeigt.
Der Film spielt in Berlin und auf der Ostsee-Halbinsel Darß und handelt von einer Streetworkerin, die ein entführtes Mädchen sucht.

## Handlung
Die Streetworkerin Lisa Hirth kümmert sich in Berlin um Mädchen, die auf der Straße leben. Eines Tages verschwindet Pia, der sie noch vor kurzem eine Ausbildungsstelle besorgen konnte, spurlos. Auf ihrer Mailbox findet Lisa eine seltsame Nachricht, die von Pias Handy verschickt wurde. Es handelt sich um den rückwärts abgespielten Hit I’ll Be There der Jackson Five aus den 1970ern, ein Lied, das Pia nach Lisas Vermutung unmöglich kennen kann.
Da Lisa eine Entführung vermutet, setzt sie sich mit der Polizistin Karla Hünsgen in Verbindung, die ihr jedoch zunächst nicht glaubt. Dennoch bringt sie in Erfahrung, dass Pias Handy auf der Ostsee-Halbinsel Darß geortet wurde. Kurzerhand nimmt Lisa Urlaub und fährt nach Born a. Darß, wo sie auf ihren ehemaligen Jugendfreund Enno trifft, der mittlerweile Inselpolizist ist und sich vor kurzem dorthin versetzen ließ. Revierleiter Erichsen zeigt sich alles andere als begeistert, dass die ruhige Insel Schauplatz eines Verbrechens sein soll. Enno hingegen macht sich mit Lisa auf die Suche nach Pia, und schließlich finden sie in den Stranddünen eine Mädchenleiche, die zerteilt, in Plastiktüten gewickelt und dort vergraben wurde.
Zusammen mit einem Ermittlungsteam des LKA trifft Polizeipsychologe Dominik Hofer auf der Insel ein. Eine Untersuchung zeigt, dass die Leiche schon mindestens ein Jahr lang dort gelegen hat und deshalb nicht Pia sein kann. Nach Hofers Auffassung ist Lisa der Auslöser für die Vorfälle. Es stellt sich heraus, dass Lisa vor 22 Jahren als Jugendliche mit ihren Eltern den Urlaub auf dem Darß verbracht hat. Zusammen mit weiteren Jugendlichen, darunter auch Enno, feierte sie ausgelassene Partys mit Alkohol und anderen Drogen, wobei sie und Enno sich näher kamen. Nach Urlaubsende verloren sie sich jedoch aus den Augen.
Schließlich finden Enno und Lisa die Leichen von fünf weiteren Mädchen, die ebenso wie der erste Leichenfund zerteilt und in Plastik gewickelt in den Stranddünen vergraben liegen. Anhand von Fundstücken können die Mädchen mehr oder weniger gut identifiziert werden, und es wird offenbar, dass sie ebenfalls Straßenkinder waren, die in den vergangenen Jahren von Lisa in Berlin betreut wurden und dann auf ungeklärte Weise verschwanden. Weitere Hinweise deuten darauf hin, dass der Täter eine Art Spiel mit Lisa treibt. Sie erinnert sich, dass sie in Berlin von einem Dobermann bedroht wurde, der das gleiche Halstuch wie eines der Mädchen trug. Auf einer Bank am Strand unweit des Fundortes der Leichen findet sich TUA CULPA in das Holz geschnitzt – „Du bist schuld“. Derselbe Spruch steht morgens auf der dreckigen Heckscheibe ihres Autos. Dann findet Lisas Freundin, die sich um ihre Wohnung kümmert, in Lisas Aquarium einen frisch ausgerissenen Fingernagel, der möglicherweise von Pia stammt.
Der Verdacht fällt auf Enno, in dessen Wohnung Fotos von Lisa gefunden werden, die dieser vor kurzem heimlich in Berlin aufgenommen hat. Er bekennt, dass er Lisa nie vergessen konnte, ihm jedoch der Mut fehlte, sich ihr zu offenbaren. Durch einen Trick findet Hofer heraus, dass Enno nicht der Mörder sein kann. Er drängt Lisa dazu, sich noch einmal mit den damaligen Urlaubserlebnissen auseinanderzusetzen. Sie erinnert sich, dass sie zu siebt waren. Aus sechs von ihnen bildeten sich drei Pärchen zu einer Urlaubsliebelei, und den übrig gebliebenen Siebten, einen zurückhaltenden Jungen namens Felix, nannten sie daraufhin „das siebte Rad“. Eines Abends bemächtigten sie sich im Übermut eines Fischerbootes und fuhren damit aufs Meer hinaus. Als plötzlich ein Brand ausbrach, mussten sie sich durch einen Sprung über Bord retten. Felix, der offensichtlich nicht schwimmen konnte, wurde von Lisa über Bord gezerrt und danach von ihr vor dem Ertrinken gerettet.
Hofer erkennt nun die Zusammenhänge: Der Junge hatte seinen Tod geplant und das Boot angezündet, wurde jedoch von Lisa davon abgehalten, zu sterben. Dadurch ist er aus seiner Sicht nicht selbst für die Mordfälle verantwortlich, die er begangen hat, sondern projiziert die Schuld auf Lisa. All seine kleinen Hinweise waren Signale dafür, dass er endlich gefunden und erlöst werden möchte.
Der Psychologe und Lisa nehmen Kontakt zu Felix’ Schwester auf, die vor einigen Jahren auch für zwei Tage spurlos verschwunden war. Sie vermuten, dass Felix sie damals ebenfalls entführt hatte, sie schweigt jedoch. Schließlich taucht der Dobermann wieder vor Lisas Hotelzimmer auf. Sie folgt ihm bis zu einem abseits des Campingplatzes gelegenen Wohncontainer. Sie dringt ein und wird von Felix überrascht, der sie mit einem Taser betäubt und auf sein Boot schafft, wo sich auch Pia befindet. Die Polizei ist inzwischen auf seiner Spur, erscheint jedoch zu spät am Container. Als Lisa erwacht, befinden sie sich auf dem offenen Meer und sie liegt gefesselt auf dem Bootsdeck, auf das Felix Benzin schüttet, um es dann anzuzünden und sich ins Wasser fallen zu lassen. Lisa kann ihre Fesseln lösen und Pia befreien. Zusammen springen sie ins Wasser und werden kurze Zeit später von einem Hubschrauber gefunden, während Felix in die Tiefe sinkt und ertrinkt.
Zum Schluss des Films verkündet Lisa, dass sie sich aus Berlin zurückziehen wird. Als sie sich von Enno verabschiedet, gibt sie ihm eines der Fotos aus dem damaligen Urlaub, auf dessen Rückseite sie ihre Telefonnummer geschrieben hat.

## Kritik
Die Kritiken fielen unterschiedlich aus. Jürgen Overkott von derwesten.de lobt sowohl die eindringliche Glaubwürdigkeit der Berliner Streetworkerin als auch Regie und Buch. Dem schillernden, beinahe schmierigen Polizeipsychologen Dominik Hofer bescheinigt er sogar brillantes Spiel.
Rainer Tittelbach beurteilt den Film gemischt: Ein straight erzähltes Krimi-Drama mit leisen Thriller-Momenten, das einmal mehr hinter einer attraktiven ästhetischen Fassade die immergleiche Geschichte erzählt – von einer bedrohten Frau, auf deren Leben die viel beschworenen „Schatten der Vergangenheit“ fallen. Gut gemacht, Markovics top – und doch mag man es bald nicht mehr sehen!. Er kritisiert, dass der Film auf Altbekanntes setze und dass die Besetzung mit Anna Loos zum dritten Mal in einer ähnlichen Rolle langweilig werde.
Ähnlich urteilt auch Max Schlösser von quotenmeter.de. Auch er lobt die Darstellung von Karl Markovics als Polizeipsychologe, erkennt jedoch nicht mehr als eine altbekannte Geschichte. Zwar sei der Film kein schlechter Krimi, habe jedoch Potenzial verschenkt.